# Alawalpur
 (août 2021).
Alawalpur est une ville située dans l'État indien du Pendjab.

## Géographie

### Situation
Alawalpur fait partie du sous-district I du district de Jalandhar et est l'entité urbaine la plus petite du sous-district. La ville est composée de 11 arrondissements. Alawalpur est situé à 15 km du chef-lieu du district et à 165 km de la capitale d'État.

### Température
Le niveau de précipitation annuel est de 1 186 millimètres. La température minimale est de 2.1°C, mais peut atteindre un maximum de 39.4°C.

## Histoire
En 2021, des disputes sur les terres éclatent entre les kashyaps (en) et les dalits et a nécessité l'intervention de la police. Une idole dans un templs a même été vandalisée.

## Démographie
Au recensement de l'Inde de 2011, sur une population de 7 815 habitants, 4 156 étaient des hommes et 3 659 étaient des femmes. On comptait 1 715 habitants pour une moyenne de cinq personnes par famille. Le pourcentage d'enfants était de 11 %. On comptait une augmentation de 9 % par rapport au recensement de l'Inde de 2001 (en), qui compilait une population de 7 172 habitants.
La religion principale était l'hindouisme, avec 7 014 (90 %) hindous, 590 sikhs (7.5 %) 199 musulmans (2.5 %) et une poignée de chrétiens et de jaïns. Le taux d'alphabétisation est de 84.5 %. La majorité de la population de travaille pas, avec 63 % de chômeurs.

## Transports
On retrouve une gare ferroviaire à Alawalpur.

## Monuments et lieux d'intérêt
Alawalpur comprend plusieurs bâtiments anciens, dont la porte du Qila, qui mène au centre-ville. Il y a aussi un bazar.
On retrouve un ancien fort de terre en ruines appelé le Theh Lakhman. Il y a aussi le math de Samir Parbhat, un saint local. À 3 km se trouve le réservoir de Bhikhamsar, dont la légende raconte qu'il aurait été construit par Bhishma.